# Ace Austin
Ace Austin es un luchador profesional estadounidense. que actualmente está firmando con All Elite Wrestling (AEW). que compitió en varias promociones, especialmente Total Nonstop Action Wrestling y la Major League Wrestling. Comenzó su carrera en Combat Zone Wrestling después de graduarse de la escuela de lucha "CZW Dojo" y también compitió por varias promociones en los Estados Unidos y México, incluida la House of Hardcore de Tommy Dreamer, World Xtreme Wrestling, con sede en Florida. y Lucha Libre AAA en todo el mundo de México.

## Carrera

### Impact Wrestling / Total Nonstop Action Wrestling (2019-2025)
En la primavera de 2019, las viñetas serían para el debut de Ace Austin en Impact Wrestling. En el episodio del 8 de marzo de Impact Wrestling, Austin debutó derrotando a Jake Atlas. Entonces se reveló que Austin había firmado con la empresa. Eventualmente, durante las próximas semanas, Austin derrotaría a gente como Aiden Prince y Damian Hyde antes de pelearse con Petey Williams.
En Bound For Glory, derrotó a Jake Crist, Daga, Acey Romero y a Tessa Blanchard en un Ladder Match y ganó el Campeonato de la División X de Impact! por primera vez. En el Impact! emitido el 29 de octubre, derrotó a Eddie Edwards en un Street Fight Match sin el título en juego, la siguiente semana en Impact!, junto a Dave Crist, Jake Crist & Madman Fulton fueron derrotados por Daga, Rich Swann, Tessa Blanchard & Tommy Dreamer en un Extreme Rules Match. En Turning Point, derrotó a Jake Crist y retuvo el Campeonato de la División X de Impact!. En el Impact Provincial Wrestling Federation del 26 de noviembre, interpretando a Rip Rayzer derrotó a Rapid Delivery Pete(Rich Swann), la siguiente semana en Impact!, junto a Reno SCUM (Adam Thornstowe & Luster The Legend) derrotaron The Rascalz (Dezmond Xavier, Trey Miguel & Zachary Wentz). En No Surrender, fue derrotado por Eddie Edwards en un Tables Match, sin el título en juego. En el Impact! del 17 de diciembre, derrotó a Petey Williams en un combate no titular.
En Hard To Kill, derrotó a Trey y retuvo el Campeonato de la División X de Impact!, después del combate, ambos se atacaron mutuamente 2 días después en Impact!, derrotó a Eddie Edwards, Fallah Bahh y a Moose en un Fatal-4 Way Match, la siguiente semana en Impact!, junto a Taya Valkyrie derrotaron a Tessa Blanchard & Trey, en el Impact! del 4 de febrero, derrotó a Tommy Dreamer en un Street Fight Match, en el Impact! del 18 de febrero, junto a Reno SCUM (Adam Thornstowe & Luster The Legend) derrotaron a Tessa Blanchard, Trey & Tommy Dreamer. En Sacrifice, se enfrentó a la Campeona Mundial de Impact! Tessa Blanchard en un Champion vs. Champion Match sin ningún título en juego, sin embargo perdió. 3 días después en Impact! se enfrentó a la Campeona Mundial de Impact! Tessa Blanchard por su Campeonato de la División X de Impact!, sin embargo perdió por descalificación debido a que Taya Valkyrie atacó a Blanchard, como resultado Austin retuvo su título, en el Impact! del 10 de marzo, junto a Willie Mack derrotaron a Glenn Gillbertti & Johnny Swinger, y en el Impact! del 14 de abril, derrotó a Trey. La siguiente semana en la noche 1 de Impact Rebellion, fue derrotado por Willie Mack y perdió el Campeonato de la División X de Impact!, terminando su reinado de 171 días. En el Impact! del 5 de mayo, se enfrentó a Willie Mack y a Chris Bey en una Triple Threat Match por el Campeonato de la División X de Impact!, sin embargo perdió, en el Impact! del 19 de mayo, sustituyó a Ken Shamrock en el Torneo para ser el contendiente #1 al Campeonato Mundial de Impact!, derrotando a Rhino en la 1.ª Ronda del Torneo, avanzando a las Semifinales, la siguiente semana en Impact!, derrotó a Hernandez en la Semifinal del Torneo para ser el contendiente #1 al Campeonato Mundial de Impact!, avanzando a la Final, la siguiente semana en Impact!, originalmente se tenía que enfrentar a Trey en la Final del Torneo para ser el contendiente #1 al Campeonato Mundial de Impact! pero fue sustituido por Zachary Wentz, más tarde esa noche derrotó a Zachary Wentz en la Final del Torneo convirtiéndose en el contendiente #1 al Campeonato Mundial de Impact!, la siguiente semana en Impact!, se anunció que se enfrentará a Tessa Blanchard, Eddie Edwards, Michael Elgin y a Trey en un Fatal-5 Way Match por el Campeonato Mundial de Impact! en Slammiversary XVIII, la siguiente semana en Impact!, derrotó a Eddie Edwards en una Street Fight, durante el combate Madman Fulton intervino atacando a Edwards, y durante las semanas siguientes en Impact!, acompañó a su compañero Madman Fulton es sus combates contra Eddie Edwards y Trey, posteriormente se anunció que se enfrentaria a Eddie Edwards, Trey y a un luchador misterioso en un Fatal-4 Way Match por el vacante Campeonato Mundial de Impact! en Slammiversary XVIII. En Slammiversary XVIII, se enfrentó a Eddie Edwards, Trey y el luchador misterioso resulta ser Rich Swann haciendo su regreso después de una lesión, pero también fue añadido a último momento Eric Young en un Elimination Match por el vacante Campeonato Mundial de Impact!, eliminando a Swann, sin embargo fue eliminado de último por Edwards, después del combate su compañero Madman Fulton atacó a Edwards pero fueron atacados por The Good Brothers(Doc Gallows & Karl Anderson) que hacían su debut.
Comenzando el 2021, se anunció que participaría en Torneo por la Super X Cup en Génesis. En Génesis, derrotó a Suicide en la 1.ª Ronda del Torneo por la Super X Cup, avanzando a las Semifinales, más tarde esa noche, derrotó a Cousin Jake en la Semifinal de Torneo por la Super X Cup, avanzando a la Final y más tarde esa misma noche, derrotó a Blake Christian en la Final del Torneo y ganó la Super X Cup.
Fue derrotado por el poseedor del Impact World Championship ,Christian Cage; en el pay-per-view, Victory Road 2021, combate en el cual estaba en disputa el campeonato de Cage para finalizar su corta rivalidad en la que este estaba siendo acompañado por Madman Fulton.
En el Pre-Show de Hard To Kill, se enfrentó a Mike Bailey (quien estaba reemplazando a Jake Something para este combate), Chris Bey y a Laredo Kid, sin embargo perdió.
El 22 de mayo, el exejecutivo de TNA, Scott D'Amore, informó que el contrato de Austin había expirado y que dejaría TNA, poniendo fin a sus seis años en la empresa. En el episodio de ese día de Impact!, Austin disputó su último combate en TNA, perdiendo contra Mustafa Ali.

### New Japan Pro-Wrestling (2022)
El 1 de mayo, se anunció que Austin competiría en el 29º evento anual Best of the Super Juniors organizado por New Japan Pro-Wrestling, compitió en A-Block y terminó con un récord de 5 victorias y 4 derrotas, lo que resultó en un total de 10 puntos, sin poder avanzar a la final. En el último día, Austin, Alex Zayne, El Lindaman y Wheeler Yuta vencieron a Robbie Eagles, YOH, Clark Connors y Titán. Más tarde, en la noche, Austin interrumpió una lucha por equipos, ayudando a Bad Luck Fale, Chase Owens y El Phantasmo derrotó a Jeff Cobb, Great-O-Khan y Aaron Henare de United Empire y celebró con ellos después del partido, por lo que se unió al infame establo Bullet Club.

### Maple Leaf Pro Wrestling (2025-presente)
El 6 de julio de 2025, en MLP Resurrection, Austin debutó con Maple Leaf Pro Wrestling (MLP), desafiando sin éxito a Josh Alexander por el Campeonato Canadiense de MLP.

### All Elite Wrestling (2025-presente)
Austin debutó en All Elite Wrestling el 14 de agosto de 2025 en las grabaciones de Collision, donde se anunció su contrato con la promoción.

## Campeonatos y logros
- AAW Wrestling
  - AAW Heritage Championship (1 vez)[43]
  - AAW Tag Team Championship (1 vez) – con Madman Fulton[44]

- Combat Zone Wrestling
  - CZW Wired Championship (1 vez)

- Desastre Total Ultraviolento
  - DTU Alto Impacto Championship (1 vez)

- Impact Wrestling/Total Nonstop Action Wrestling
  - Impact X Division Championship (3 veces)
  - Impact/TNA World Tag Team Championship (2 veces) – con Chris Bey
  - Super X Cup (2021)
  - IMPACT Year End Awards (2 veces)
    - X Division Star of the Year (2020)[45]
    - Match of the Year (2020) vs. Eddie Edwards vs. Trey vs. Eric Young vs. Rich Swann at Slammiversary[46]

- World Xtreme Wrestling
  - WXW Ultimate Hybrid Championship (1 vez, actual)

- The Wrestling Revolver
  - PWR Scramble Championship (1 vez)